# روبرتو روخاس (بازیکن فوتبال اسپانیایی)
روبرتو روخاس (انگلیسی: Roberto Rojas؛ زادهٔ ۱۷ نوامبر ۱۹۷۴) بازیکن فوتبال اهل اسپانیا است.
از باشگاه‌هایی که در آن بازی کرده‌است می‌توان به باشگاه فوتبال رئال مادرید سی، باشگاه فوتبال رایو وایکانو، باشگاه فوتبال رئال مادرید، باشگاه فوتبال آلکورکون، و باشگاه فوتبال مالاگا اشاره کرد.